# Alcaftadina
Alcaftadina, vendida sob a marca Lastacaft, é um medicamento usado para tratar conjuntivite alérgica. Pode ser usado em maiores de 1 ano. É usado como colírio. Os benefícios ocorrem em 3 minutos e podem durar até 16 horas.
Os efeitos secundários comuns incluem irritação nos olhos, vermelhidão e comichão. A segurança na gravidez não é clara. É um bloqueador do receptor H1 da histamina.
Alcaftadina foi aprovada para uso médico nos Estados Unidos em 2010.